# Duizendknooppage
De duizendknooppage (Satyrium ledereri) is een vlinder uit de familie Lycaenidae. De wetenschappelijke naam van de soort werd als Lycaena ledereri in 1848 gepubliceerd door Boisduval.
De soort komt voor in Europa.